# ستيف هاردين
ستيف هاردين (بالإنجليزية: Steve Hardin)‏ هو كاتب أغاني أمريكي، ولد في 27 أكتوبر 1946، وتوفي في 28 يونيو 2015.